# Ludivine Puy
Ludivine Puy   (Saint-Germain-en-Laye, 30 de juny de 1983), coneguda com a Lulu Puy, és una antiga pilot de motociclisme francesa. Entre altres èxits, va guanyar dos Campionats del món d'enduro femení, tres Campionats d'Europa, cinc Campionats de França i, com a membre de l'equip estatal francès, cinc edicions dels Sis Dies Internacionals d'Enduro en categoria femenina (2008-2012). També va participar al Ral·li Dakar en diverses ocasions.

## Carrera esportiva
Abans d'esdevenir pilot professional de motocicletes, Ludivine Puy havia treballat per a la policia francesa. Un cop centrada en l'enduro, va competir per a l'equip de Gas Gas i el 2010 va guanyar el primer títol femení de la història del Campionat del Món. Mentre que va dominar clarament l'escena internacional de l'enduro femení del 2007 al 2010, els anys 2011 i 2012 va haver de lluitar aferrissadament pel títol mundial amb la seva companya d'equip a Gas Gas, Laia Sanz. La catalana va guanyar cinc títols consecutius entre el 2012 i el 2016 més un altre el 2021, acumulant-ne doncs un total de sis.
El 2005, Ludivine Puy va completar el seu primer Ral·li Dakar en motocicleta competint per a l'equip Euromaster. El 2006, mentre ocupava la trenta-cinquena posició en motocicletes (la millor dona) al ral·li, va haver d'esquivar un pilot caigut a la pista i es va trencar l'articulació del maluc a la caiguda posterior. El 2007 va tornar a la prova i va assolir l'objectiu d'acabar-la.
Puy va anunciar que es retiraria un cop acabada la temporada del 2012. El 2014, la FIM va nomenar-la assessora de la Copa del Món d'Enduro Femení, amb la responsabilitat de treballar amb l'inspector de cursa per a garantir que el disseny dels trams s'adaptava a les motociclistes femenines. Havia de ser la persona de contacte directe tant per a les corredores que participaven a la Copa del Món com per a la Comissió d'Enduro de la FIM.

## Palmarès
- 3 Campionats d'Europa d'enduro femení (2007-2009)
- 2 Campionats del món d'enduro femení (2010-2011)
- 5 victòries al Women's Trophy dels ISDE (2008-2012)
- 5 Campionats de França d'enduro femení